# 腮腺炎病毒
流行性腮腺炎病毒，或稱腮腺炎病毒，是指引起腮腺、舌下腺、顎下腺肿大、頭痛、發燒，能引起多種併發症，男性还易引起睪丸腫脹。
腮腺炎病毒属于副黏病毒科、副黏病毒属。病毒呈球形，直径为100～200 nm，基因组为单股负链RNA，衣壳呈螺旋对称。包膜上有HA和NA等突起，成分是糖蛋白。至今发现腮腺炎病毒只有一个血清型。病毒可在鸡胚羊膜腔内增殖，也可在猴肾细胞培养中增殖，能使细胞融合形成多核巨细胞。腮腺炎病毒对热、脂溶剂和紫外线敏感，但耐低温，2℃条件下可存活3个月，-60℃可存活一年以上。
现存的野生型种为88-1961。

## 外部連結
- 微生物免疫學-Paramyxoviridae(副黏液病毒科)